# Campeonato Europeo de Judo de 2005
El LIII Campeonato Europeo de Judo se celebró en Róterdam (Países Bajos) entre el 19 y el 22 de mayo de 2005 bajo la organización de la Unión Europea de Judo (EJU) y la Unión Neerlandesa de Judo. Las competiciones se realizaron en el Topsportcentrum de la ciudad neerlandesa.
Las competiciones de la categoría abierta se disputaron en Moscú (Rusia) el 2 de diciembre.

## Medallistas en Róterdam

### Masculino
| Evento  | Oro                            | Plata                        | Bronce                                                        |
| ------- | ------------------------------ | ---------------------------- | ------------------------------------------------------------- |
| –60 kg  | Armen Nazarian Armenia         | Ludwig Paischer · Austria    | Ruben Houkes · Países Bajos · Lavrentios Alexanidis · Grecia  |
| –66 kg  | Elçin İsmayılov Azerbaiyán     | Miklós Ungvári · Hungría     | Aliaxandr Shlyk · Bielorrusia · Benjamin Darbelet · Francia   |
| –73 kg  | Ákos Braun · Hungría           | Yoel Razvozov Israel         | Daniel Fernandes Francia David Kevjishvili Georgia            |
| –81 kg  | Ole Bischof · Alemania         | Boris Novotný · Eslovaquia   | Robert Krawczyk · Polonia · Euan Burton · Reino Unido         |
| –90 kg  | David Alarza Palacios · España | Roberto Meloni · Italia      | Mark Huizinga · Países Bajos · Sergei Aschwanden · Suiza      |
| –100 kg | Christophe Humbert Francia     | Ariel Zeevi Israel           | Daniel Brata · Rumania · Ruslan Gasymov · Rusia               |
| +100 kg | Alexandr Mijailin · Rusia      | Janusz Wojnarowicz · Polonia | Dennis van der Geest · Países Bajos · Andrian Kordon · Israel |

### Femenino
| Evento | Oro                                   | Plata                       | Bronce                                                            |
| ------ | ------------------------------------- | --------------------------- | ----------------------------------------------------------------- |
| –48 kg | Alina Dumitru · Rumania               | Frédérique Jossinet Francia | Tatsiana Maskvina · Bielorrusia · Neşe Şensoy · Turquía           |
| –52 kg | Ilse Heylen · Bélgica                 | Ioana Aluaș-Dinea · Rumania | Petra Nareks Eslovenia Telma Monteiro Portugal                    |
| –57 kg | Olga Sonina · Rusia                   | Sophie Cox Reino Unido      | Sabrina Filzmoser · Austria · Isabel Fernández Gutiérrez · España |
| –63 kg | Elisabeth Willeboordse · Países Bajos | Claudia Heill · Austria     | Claudia Malzahn · Alemania · Lucie Décosse · Francia              |
| –70 kg | Edith Bosch · Países Bajos            | Ylenia Scapin · Italia      | Cathérine Jacques · Bélgica · Anett Mészáros · Hungría            |
| –78 kg | Céline Lebrun Francia                 | Rachel Wilding Reino Unido  | Anastasiya Matrosova · Ucrania · Lucia Morico · Italia            |
| +78 kg | Karina Bryant Reino Unido             | Tea Donguzashvili · Rusia   | Katrin Beinroth · Alemania · Maryna Prokofieva · Ucrania          |

### Medallero
| Núm. | País         | Oro | Plata | Bronce | Total |
| ---- | ------------ | --- | ----- | ------ | ----- |
| 1    | Francia      | 2   | 1     | 3      | 6     |
| 2    | Rusia        | 2   | 1     | 1      | 4     |
| 3    | Países Bajos | 2   | 0     | 3      | 5     |
| 4    | Reino Unido  | 1   | 2     | 1      | 4     |
| 5    | Hungría      | 1   | 1     | 1      | 3     |
| 5    | Rumania      | 1   | 1     | 1      | 3     |
| 7    | Alemania     | 1   | 0     | 2      | 3     |
| 8    | Bélgica      | 1   | 0     | 1      | 2     |
| 8    | España       | 1   | 0     | 1      | 2     |
| 10   | Armenia      | 1   | 0     | 0      | 1     |
| 11   | Azerbaiyán   | 1   | 0     | 0      | 1     |
| 12   | Austria      | 0   | 2     | 1      | 3     |
| 12   | Israel       | 0   | 2     | 1      | 3     |
| 12   | Italia       | 0   | 2     | 1      | 3     |
| 15   | Polonia      | 0   | 1     | 1      | 2     |
| 16   | Eslovaquia   | 0   | 1     | 0      | 1     |
| 17   | Bielorrusia  | 0   | 0     | 2      | 2     |
| 17   | Ucrania      | 0   | 0     | 2      | 2     |
| 19   | Eslovenia    | 0   | 0     | 1      | 1     |
| 19   | Georgia      | 0   | 0     | 1      | 1     |
| 19   | Grecia       | 0   | 0     | 1      | 1     |
| 19   | Portugal     | 0   | 0     | 1      | 1     |
| 19   | Suiza        | 0   | 0     | 1      | 1     |
| 19   | Turquía      | 0   | 0     | 1      | 1     |
|      | TOTAL        | 14  | 14    | 28     | 56    |

## Medallistas en Moscú

### Masculino
| Evento            | Oro                     | Plata                     | Bronce                                         |
| ----------------- | ----------------------- | ------------------------- | ---------------------------------------------- |
| Categoría abierta | Tamerlan Tmenov · Rusia | Alexandr Mijailin · Rusia | Martin Padar Estonia Matthieu Bataille Francia |

### Femenino
| Evento            | Oro                          | Plata                     | Bronce                                                   |
| ----------------- | ---------------------------- | ------------------------- | -------------------------------------------------------- |
| Categoría abierta | Anne-Sophie Mondière Francia | Tea Donguzashvili · Rusia | Natalia Sokolova · Rusia · Małgorzata Górnicka · Polonia |

### Medallero
| Núm. | País    | Oro | Plata | Bronce | Total |
| ---- | ------- | --- | ----- | ------ | ----- |
| 1    | Rusia   | 1   | 2     | 1      | 4     |
| 2    | Francia | 1   | 0     | 1      | 2     |
| 3    | Estonia | 0   | 0     | 1      | 1     |
| 3    | Polonia | 0   | 0     | 1      | 1     |
|      | TOTAL   | 2   | 2     | 4      | 8     |